# Bitwa o Algier (film)
Bitwa o Algier (wł. La battaglia di Algeri) – włosko-algierski film fabularny z 1966 roku w reżyserii Gillo Pontecorvo. Inspiracją do powstania scenariusza były pamiętniki Yacefa Saâdiego, jednego z liderów algierskiego Frontu Wyzwolenia Narodowego. We Francji film był pokazywany w kinach w 1971 roku, a w telewizji dopiero w 2004 roku.

## Obsada
- Brahim Haggiag jako Ali la Pointe
- Jean Martin jako pułkownik Mathieu
- Yacef  Saâdi jako Djafar
- Samia Kerbash jako dziewczyna
- Ugo Paletti jako kapitan francuskich spadochroniarzy
- Fusia El Kader jako Halima
- Mohamed Ben Kassen jako Petit Omar